# Maria Mauban
Maria Mauban (* 10. Mai 1924 in Marseille; † 26. August 2014 in Ouzouer-des-Champs) war eine französische Schauspielerin.

## Leben
Maria Mauban wuchs als Tochter von Albert Michel und Marie Liberon in Marseille auf.
Sie absolvierte in Paris eine professionelle Schauspielausbildung. Von 1946 bis 1989 wirkte sie als Schauspielerin in mehr als 50 Film- und Fernsehproduktionen mit. Sie spielte dabei unter anderem an der Seite von Fernandel, Louis de Funès, Philippe Noiret, Michel Galabru oder Arlette Didier. An verschiedenen Theatern wirkte sie in zahlreichen Musicals und Kabarett-Programmen mit.
Mauban war in erster Ehe von 1953 bis 1955 mit dem Schauspieler Claude Dauphin verheiratet. Aus der Ehe ging ein Sohn hervor, der Schauspieler Jean-Claude Dauphin. In zweiter Ehe war sie vom 27. Oktober 1955 bis zu seinem Tod am 5. September 1983 mit dem Großindustriellen Jean Versini verheiratet. Aus der Ehe ging eine Tochter hervor. Das Ehepaar lebte viele Jahre lang in Montcresson.
Maria Mauban starb am 26. August 2014 im Alter von 90 Jahren in Ouzouer-des-Champs, wo sie ihre letzten Lebensjahre verbrachte.

## Filmografie (Auswahl)
- 1947: Le chanteur inconnu
- 1949: Bal Cupidon
- 1950: Achtung! Kairo… Opiumschmuggler (Cairo Road)
- 1950: Frau im Netz (Cage of Gold)
- 1950: Donne e briganti
- 1951: La Passante
- 1954: Liebe ist stärker (Viaggio in Italia)
- 1955: Dix-huit heures d’escale
- 1956: La rivale
- 1958: Das Leben zu zweit (La vie à deux)
- 1961: Teufel um Mitternacht (Les démons de minuit)
- 1964: Der Tiger liebt nur frisches Fleisch (Le tigre aime la chair fraiche)
- 1967: Tanjas Geliebter (Adolphe ou L’âge tendre)
- 1968: Beru und jene Damen (Beru et ses dames)
- 1972: Hellé
- 1977: Möwen mir weißen Schwingen (Une fille cousue de fil blanc)
- 1979: Louis’ unheimliche Begegnung mit den Außerirdischen (Le Gendarme et les extra-terrestres)